# Lista de espaçonaves tripuladas
Esta é uma lista de naves espaciais tripuladas, incluindo estações espaciais, ordenadas por nação e série em ordem cronológica. Programas cancelados são listados no fim.

## Naves espaciais atuais

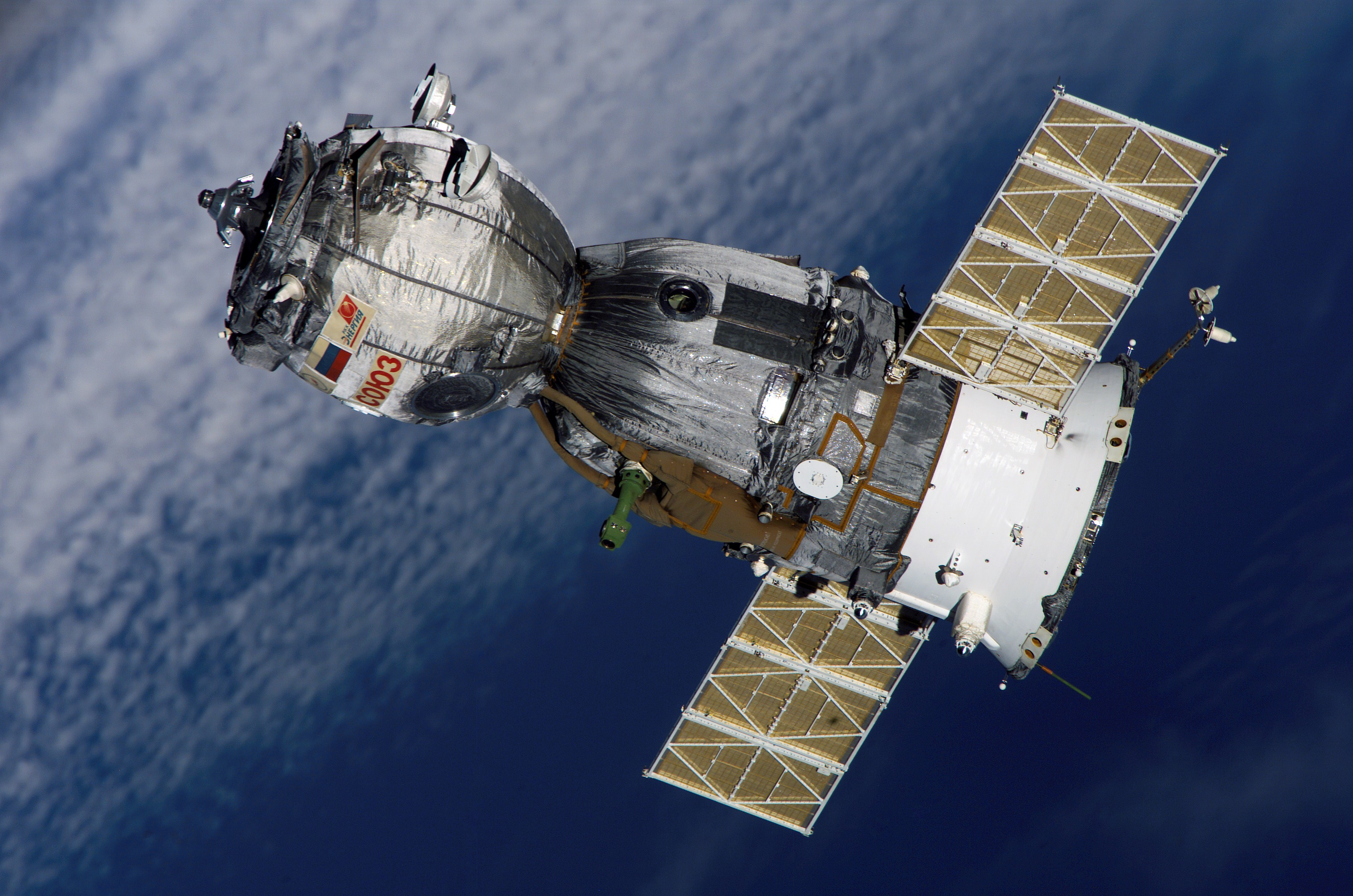

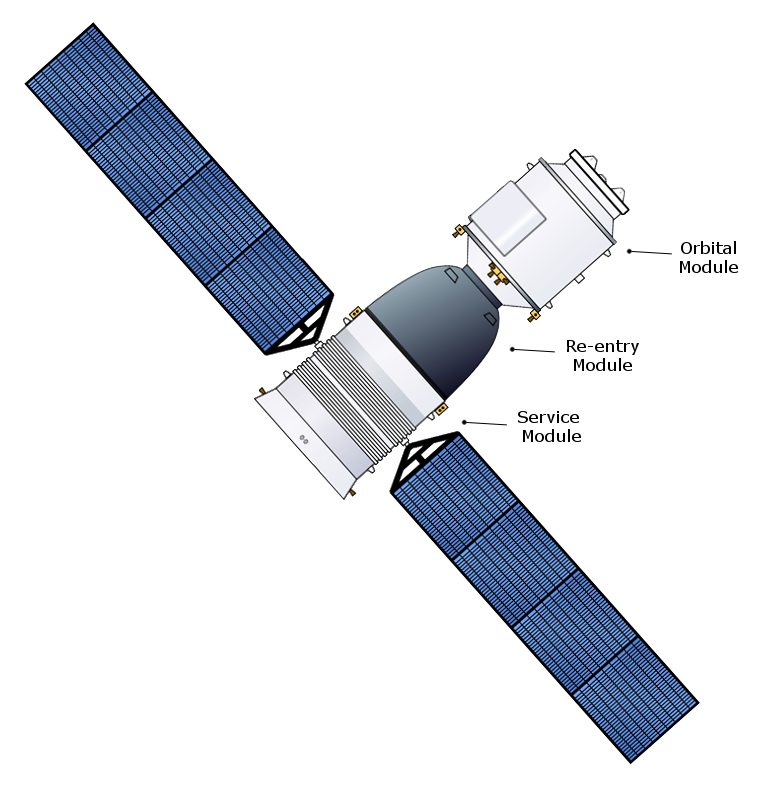
Shenzhou

### Orbital

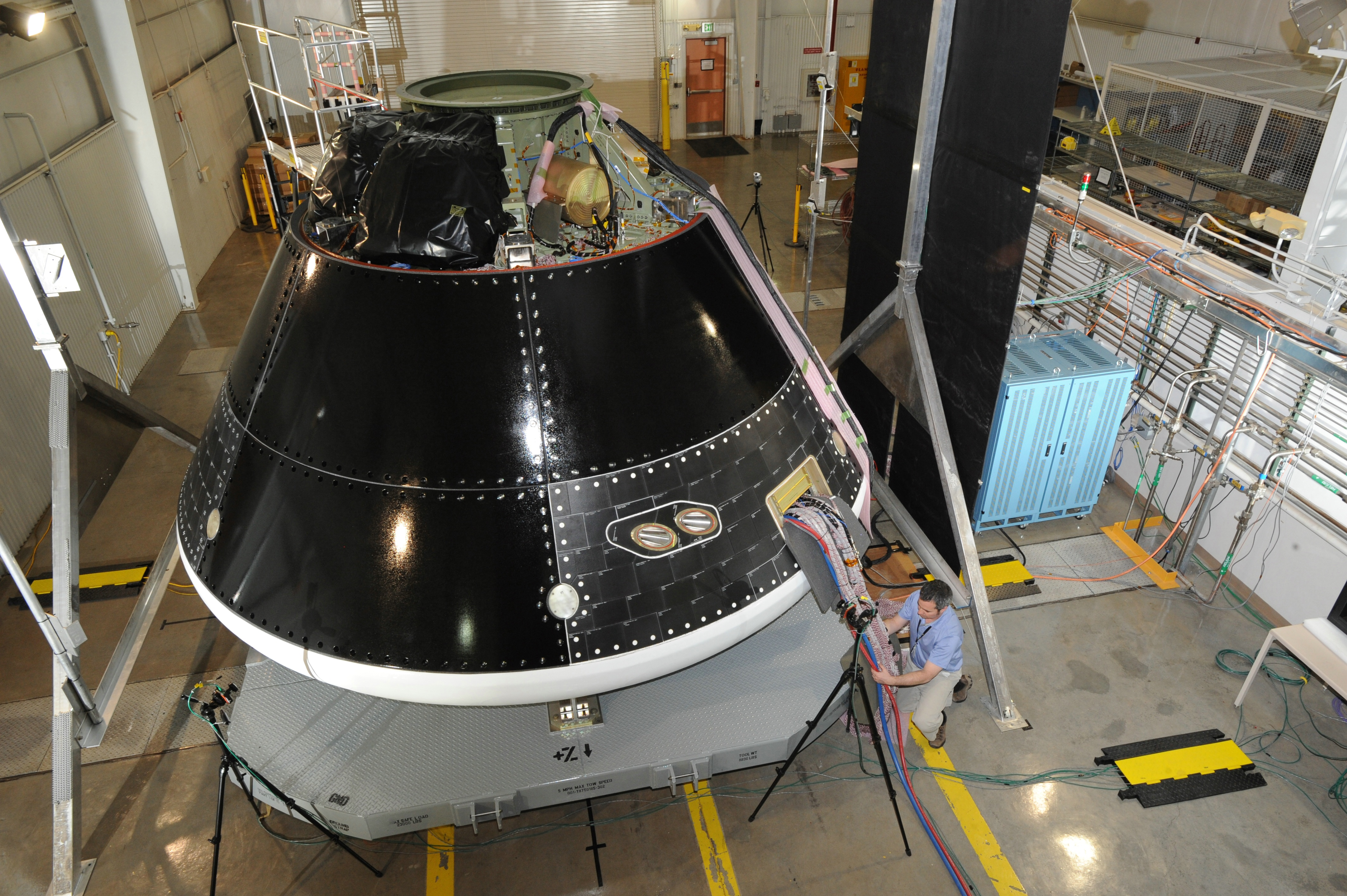
Orion sendo testado no solo.

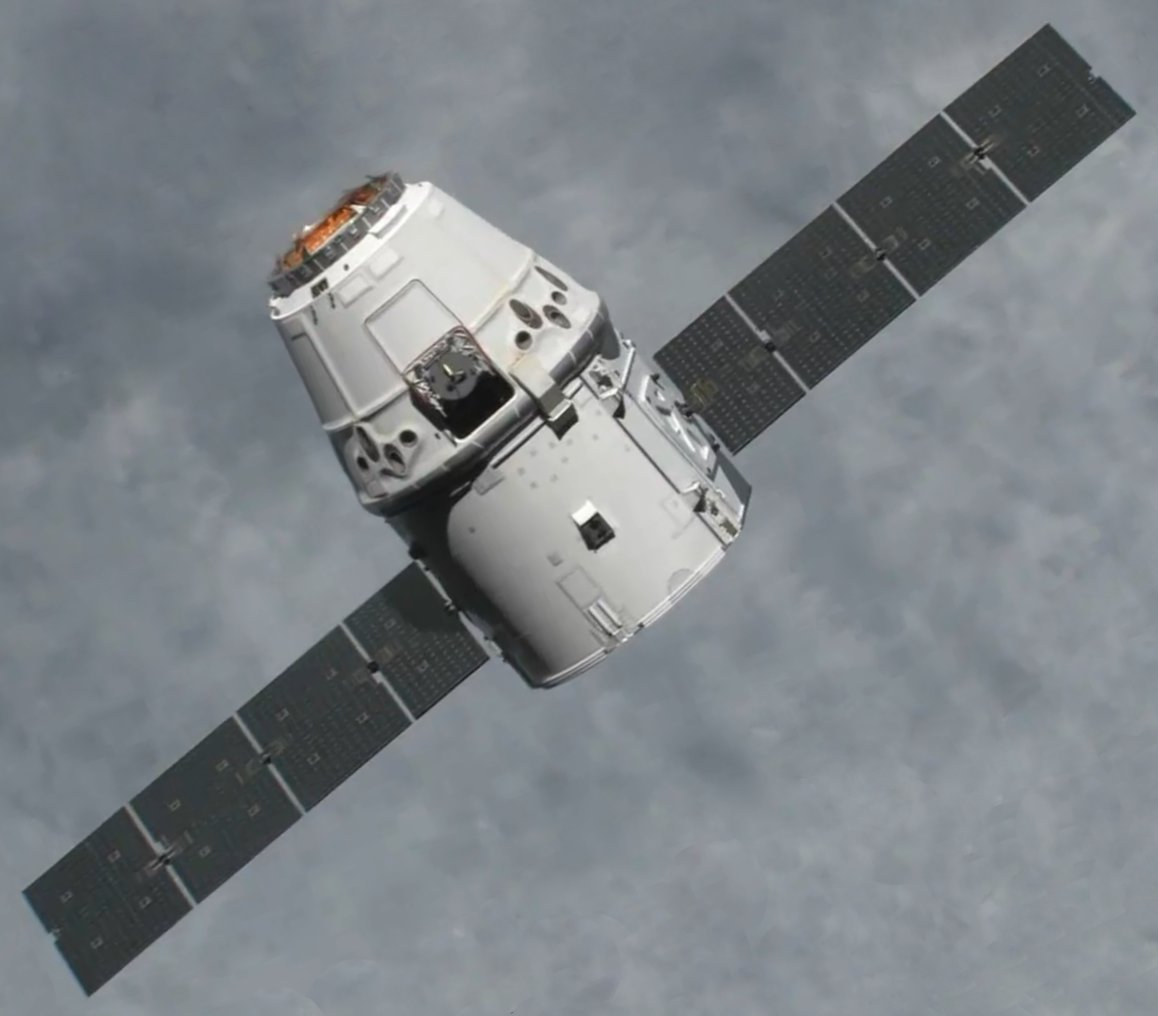
Dragon durante uma missão não tripulado de carga a ISS

#### Rússia
- Soyuz (1967–presente) 2 ou 3 pessoas para a órbita terrestre;[1] As quarta e quinta gerações ainda são operadas pela Federação Russa.

#### República Popular da China
- Shenzhou (2003–presente) Nave baseada na Soyuz, com o colapso da URSS, a Federação Russa vendeu projetos relacionado ao Programa Soyuz, que modificado por chineses deu origem a sua própria nave espacial tripulada. Pode levar até 3 pessoas a órbita terrestre.

### Estações Espaciais

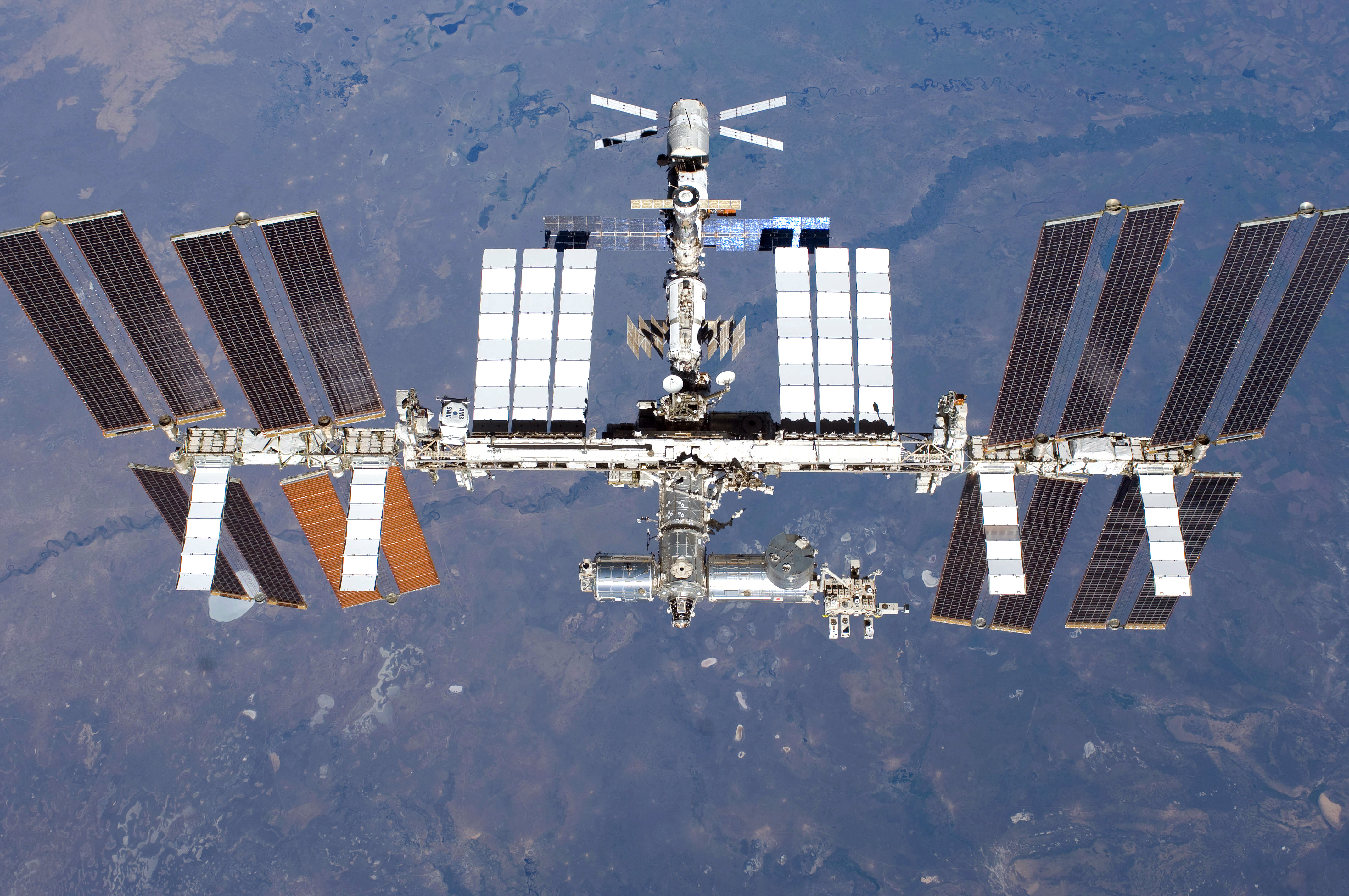
Estação Espacial Internacional

- Estação Espacial Internacional (1998–presente)
- Tiangong 1 (2011-2018)

## Naves tripuladas anteriores

### Orbital

#### União Soviética-Rússia

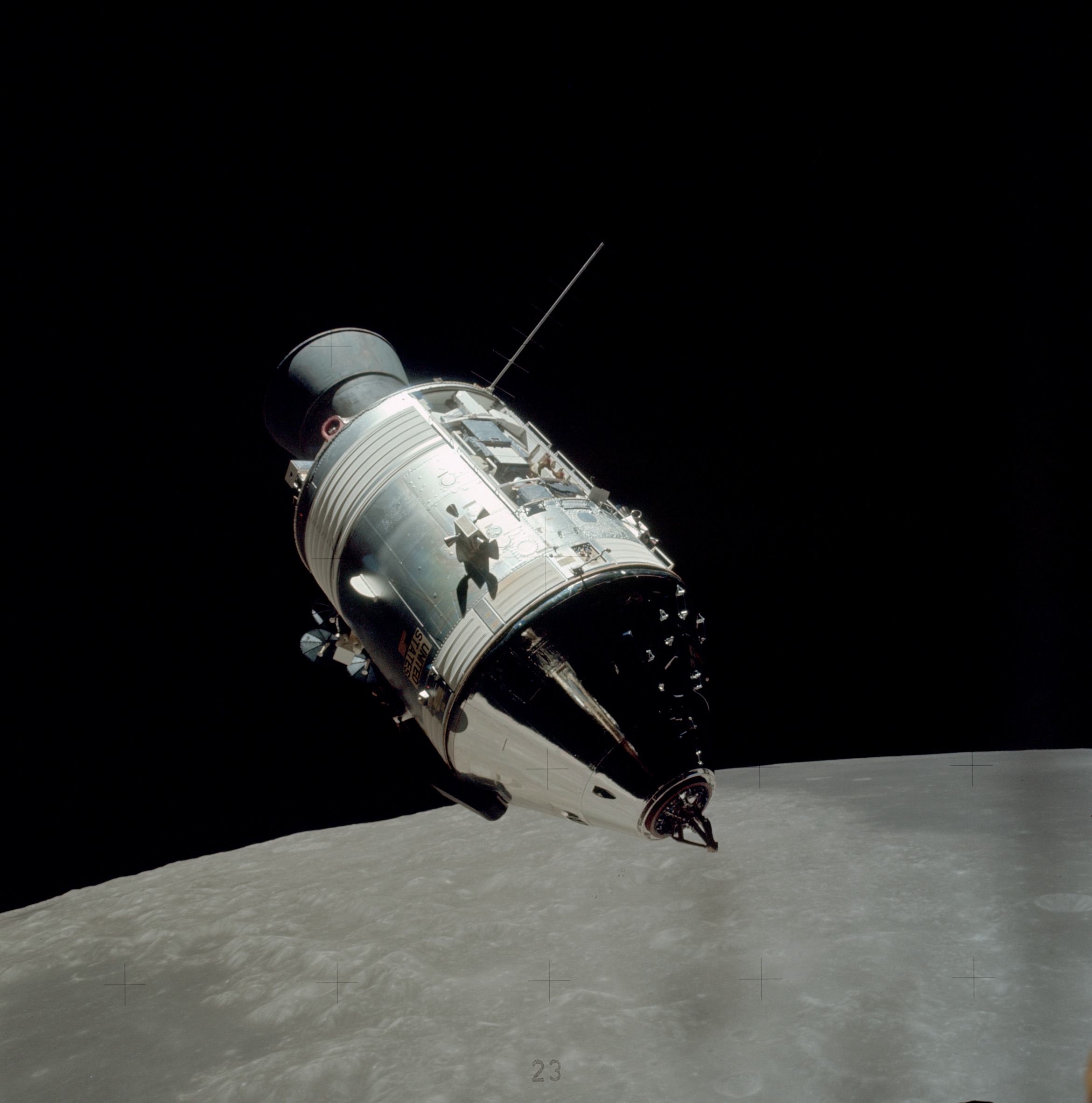
Nave Apollo 17

- Vostok (1961–1963) Primeira nave tripulada do Mundo, para uma única pessoa.[2]
- Voskhod (1964–1965) Derivada da Vostok para 2 ou 3 pessoas.[3]
- TKS (1970s; nunca voou tripulada) Nave cargueira para estações Almaz capaz de voo tripulado[carece de fontes?] (usada somente como módulos adicionais para estações Salyut 6 e 7)
- Buran (1988; nunca voou tripulada) Ônibus Espacial soviético-russo, similar ao estado-unidense.

#### Estados Unidos da América
- Nave Mercury (1961–1963) Nave espacial para um única pessoa.[4]
- Nave Gemini (1965–1966) Nave espacial com capacidade para 2 pessoas.[5]
- Nave Apollo
  - Módulo de Comando e Serviço (1968–1975) Nave espacial com capacidade para três pessoas, para voo a órbita terrestre ou lunar[6]
  - Módulo Lunar (1969–1972) Aterrissador lunar para 2 pessoas.[7]
- Ônibus espacial (1981–2011) Nave com capacidade para até 8 pessoas e parcialmente reutilizável, era um avião espacial.

### Estações Espaciais
- Programa Salyuts (1971–1991)[8]
- Skylab (1973–1974)
- Almaz (1973–1977) Estações espaciais militares com fins de reconhecimento, disfarçados como Salyut 2,3 e 5. [carece de fontes?]
- Mir (1986–2001) Primeira estação espacial modular.

### Suborbital

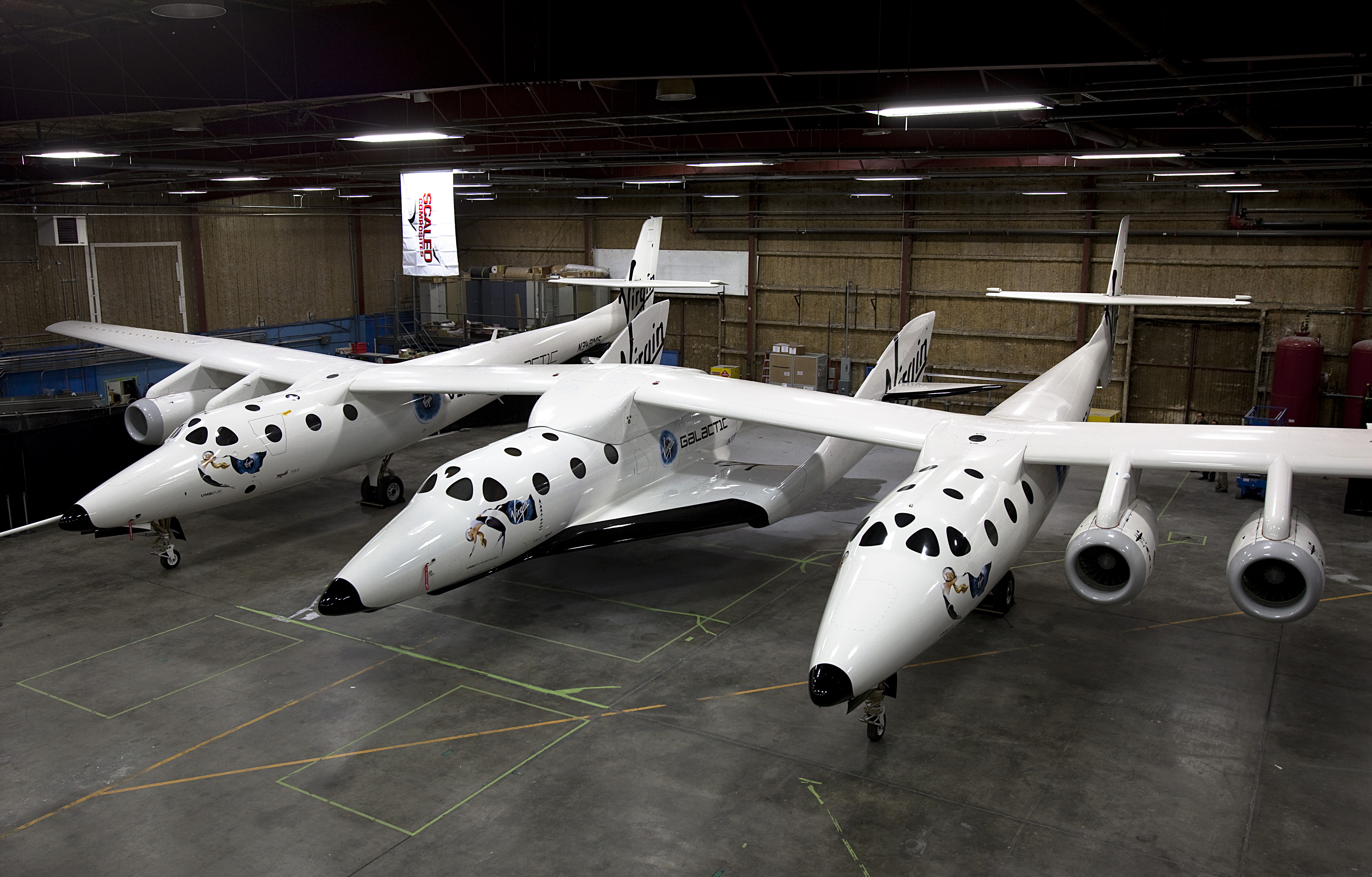
SpaceShipTwo com nave mãe no hangar

- X-15 (1959–1970) Avião espacial lançado do ar, o primeiro voo de X-15 a passar a Linha Kármán ocorreu em 1963[9]
- SpaceShipOne (2003–2004) Avião espacial lançado pelo ar.[carece de fontes?]

## Propostos ou em desenvolvimento

### Orbital

#### Rússia
- Orel (em desenvolvimento) nave espacial para a órbita terrestre com capacidade para 4 ou 6 pessoas.

#### Estados Unidos da América
- Nave da Golden Spike Company (proposta para voo orbital ao redor da Lua).
- Orion (em desenvolvimento) 4 pessoas para além da órbita terrestre[carece de fontes?]
- SpaceX Dragon V2 Nave para 7 pessoas (sendo modificada para carregar tripulação)[10]
- Sierra Nevada Dream Chaser Avião espacial para 7 pessoas (em desenvolvimento)[10]
- Boeing's CST-100 Nave para 7 pessoas e voo orbital (em desenvolvimento)[10]
- Nave espacial da Blue Origin (em desenvolvimento)[10]
- Excalibur Almaz nave espacial comercial (em desenvolvimento)

### Europa
- Veículo de Reentrada Avançado (VRA) versão tripulada do Veículo de Transferência Automatizado para até 4 pessoas (proposto)[11]
- Intermediate eXperimental Vehicle (em desenvolvimento, também com uma versão tripulada)
- Mars One Módulo colonizador de Marte (proposto)

#### Japão
- HTV-R Versão tripulada do Veículo de Transferência H-II (proposto)

#### Índia
- Veículo Orbital da ISRO (em desenvolvimento)[carece de fontes?]

#### Irã
- Projeto de nave espacial tripulada iraniana (em desenvolvimento)[12][carece de fontes?]

#### Reino Unido
- Skylon (avião espacial reutilizável e não tripulado, com versão tripulada proposta, em desenvolvimento)

#### Ilha de Man
- Nave espacial Excalibur Almaz (em desenvolvimento)

### Suborbital

#### Rússia
- Space Adventures Explorer (suborbital, em desenvolvimento)[carece de fontes?]

#### Estados Unidos da América
- The Spaceship Company SpaceShipTwo (suborbital, em desenvolvimento)
- The Spaceship Company SpaceShipThree (suborbital, proposta)
- Aeronave Lynx da XCOR Aerospace (suborbital, em desenvolvimento)[carece de fontes?]
- Blue Origin New Shepard (suborbital, em desenvolvimento)
- Masten Space Systems XA Series (suborbital, em desenvolvimento)[carece de fontes?]
- Masten Space Systems O Series (orbital, proposta)[carece de fontes?]
- Masten Space Systems XL Series (orbital/lunar, proposta)[carece de fontes?]

#### Canadá
- DreamSpace Group XF1 (suborbital, proposta)[13]

#### Romênia
- Stabilo (suborbital, em desenvolvimento)
- Orizont (suborbital, em desenvolvimento)

#### Dinamarca
- Heat 1X Tycho Brahe (suborbital, em desenvolvimento)

#### França
- VSH (suborbital, versão tripulada da VEHRA, em desenvolvimento)[carece de fontes?]

#### Reino Unido
- Starchaser Industries Nova 2 (suborbital, em desenvolvimento)[carece de fontes?]
- Starchaser Industries Thunderbird (suborbital, em desenvolvimento)[carece de fontes?]
- Starchaser Industries Thunderstar (suborbital, em desenvolvimento)[carece de fontes?]

#### Argentina
AATE VESA "Gauchito"[carece de fontes?]

#### Uganda
African Space Research Program (veículo suborbital da Uganda) "African Skyhawk" (em desenvolvimento), "Dynacraft Spaceship" (projeto)[carece de fontes?]

## Cancelado

### Administração Nacional da Aeronáutica e do Espaço (NASA)
- Sistema de Transporte Espacial (1976 - 2011, todos os elementos cancelos, exceto o Ônibus Espacial que tomou o nome)
- VentureStar, Lockheed Martin X-33 demonstrador (cancelado em 2001) ônibus espacial de um único estágio.
- Altair Módulo Lunar para o cancelado Programa Constellation

### Parceria entre NASA / Força Aérea dos Estados Unidos
- Boeing X-20 Dyna-Soar (cancelada em 1963) avião espacial tripulado com asas, enviado por Titan 3
- Manned Orbiting Laboratory + Gemini-B (cancelada em 1969)
- Rockwell X-30 ou National AeroSpace Plane (cancelada em 1993) para ser usado como uma avião de transporte hipersônico eou como um ônibus espacial de um único estágio.

### Parceria entre NASA / Agência Espacial Europeia (ESA)
- X-38 (cancelado em 1999) veículo de resgate de tripulação para a ISS.

### Programa espacial soviético
- Soyuz 7K-VI Zvezda[14] (1962-1968; veículo de pesquisa militar)
- Soyuz 7K-L1 (1967–1970) parte do programa soviético abandonado de voo lunar [carece de fontes?]
- Soyuz L3 spacecraft (fim dos anos 1960s e início dos anos 1970s);  parte do programa soviético abandonado de voo lunar (o LOK carregaria dois cosmonautas para a órbita lunar ao redor da Lua, agindo como uma nave mãe para o alunissador LK, que levaria um cosmonauta para a superfície.  [carece de fontes?]
  - Soyuz 7K-L3 (LOK) nave para órbita lunar para 2 pessoas
  - LK alunissador alunissador para um única pessoa.
- Spiral-EPOS (também conhecido como EPOS – acrônimo russo para Aeronave Orbital Experimental para Passageiros - cancelado em 1976)[15]
- Buran (1976-1988) cancelado após um voo não tripulado[16]
- Strelec (Archer; 1979 - 1991) nave espacial militar.[17]
- Zarya (projeto cancelado em 1989)
- MAKS (projeto cancelado em 1991)

### Agência Federal Russa (RKA)
- Kliper (fundos cortados pelo governo russo em 2006)

### Agência Espacial Europeia (ESA)
- Hermes (projeto cancelado em 1992)
- Hopper (projeto cancelado)
- ATV evolução (projeto não adotado)[carece de fontes?]

#### Estações espaciais
- Columbus-MTFF (projeto cancelado 1991)

### Administração Espacial Nacional da China (CNSA)
- Shuguang (projeto cancelado em 1972)
- FSW (apenas voos não tripulados, cancelado antes do voo tripulado)[carece de fontes?]

### Reino Unido
- HOTOL (1986)
- HOTOL 2 (rejeitado em 1991)[carece de fontes?]

### Japão

#### Agência Nacional de Desenvolvimento Espacial (NASDA)
- HOPE-X (projeto cancelado em 2003)[carece de fontes?]
- Fuji (projeto não adotado)

#### Outras agências do Japão
- Kankoh-maru (projeto cancelado)